# Casa al carrer de Fontanella, 16 (Olot)
La casa al carrer de Fontanella, 16 és un habitatge a la ciutat d'Olot catalogada a l'Inventari del Patrimoni Arquitectònic de Catalunya. Entre finals del segle xix i principis del segle XX a Olot s'acaben dos projectes de gran envergadura: l'ordenació de l'eixample Malagrida i la urbanització de la plaça de Clarà. Dins de les construccions d'iniciativa privada destaquen les cases del c. Mulleres, Can Pons i Tusquets, la remodelació de Can Solà-Morales (1913-1916), Can Masllorenç i moltes de les cases del c/ Fontanella.
Casa entre mitgeres amb teulat a dues aigües. Disposa de planta baixa, amb dues grans portes d'accés, més tres de cegades per conservar la simetria i ordenació general que vol remarcar el sentit d'horitzontalitat. Els murs són fets amb estucs, imitant grans blocs de pedra. El primer pis i el segon disposen de balcons sostinguts per mènsules decorades amb fullatges estilitzades. Les obertures estan emmarcades amb estuc imitant carreus de pedra. Dues grans franges horitzontals esgrafiades decorades amb motius de fullatges i flors estilitzades decoren la façana.